# 民主連合 (ポーランド)
民主連合（みんしゅれんごう）は、ポーランド民主化運動を推進してきた“独立自主管理労働組合「連帯」”（以下「連帯」）出身の政治家でタデウシュ・マゾヴィエツキ（Tadeusz Mazowiecki）を支持するグループが中心となって結成された自由主義政党で、1990年12月2日に結成された。
結成翌年の1991年に行われた議会選挙では得票率12.32％、62議席を獲得して第一党となった。続く1993年の議会選挙で「連帯」系政党が殆ど全滅した中でも得票率10.59％、74議席を獲得し、第3党の座を確保することが出来た。その後UDは1994年4月23日、より自由主義的傾向が強く元首相のヤン・クシシュトフ・ビェレツキ(Jan Krzysztof Bielecki)が中心の自由民主会議(KLD)と合同して自由連合（UW: Unia Wolności）を結成した。